# Dead Sara
Dead Sara est un groupe américain de hard rock basé à Los Angeles. Ses membres sont Emily Armstrong (chant, guitare rythmique), Sean Friday (batterie, chœurs), Siouxsie Medley (guitare, chœurs) et Chris Null (guitare basse, chœurs). Le groupe est surtout connu pour le titre Weatherman issu de l'album éponyme Dead Sara (2012).
Dead Sara a reçu le prix du « meilleur nouveau groupe Rock » au troisième Vegas Rocks! Magazine Awards 2012 le 12 août 2012. Ils ont été également nommés pour un prix de Radio Contraband Rock comme le meilleur artiste indépendant de l'année 2012 et ils ont été élus artiste de l'année par «98.7 FM 2012 Close to Home», en battant No Doubt en finale.
Weatherman est arrivé dans les 10 meilleures chansons rock de 2012 pour la liste de Loudwire, en battant plusieurs groupes connus par exemple : Three Days Grace, Stone Sour et Deftones. Emily et Siouxsie furent finalistes dans le classement des 10 meilleures (respectivement) chanteuses et guitaristes pour Loudwire 2012. De plus, Emily fut nommée comme l'une des six déesses du rock pour l'année 2012.
Plus récemment en février 2015, Dead Sara réalise une reprise de Nirvana Heart-Shaped Box. Elle fut enregistrée pour le jeu vidéo : Infamous: Second Son sur PlayStation 4. Le titre gagne le prix de la meilleure chanson originale ou adaptée au 14e remise de prix du National Academy of Video Game Trade Reviewers.
Pocket Kid Records sort le second album de Dead Sara, Pleasure To Meet You, le 31 mars 2015.

## Historique

### Formation et les premières années (2002–2005)
Emily Armstrong et Siouxsie Medley commencent leur voyage dans la musique comme guitaristes et auteures. Armstrong commença la guitare à l'âge de 12 ans, pour Medley, elle débuta à l'âge de 9 ans sur une Fender Telecaster appartenant à sa nounou. Elle put s'offrir sa propre guitare après moins de deux ans d'économie, une Fender Squier.
Avant Dead Sara, Armstrong était à la fois une artiste soliste de folk music et membre de différents groupes qu'elle créa. Cependant, d'après elle, elle était principalement auteure et guitariste. Elle est devenue chanteuse vers l'âge de 15 ans. À ce moment, sa voix était capable de faire un véritable vibrato sur différents tons, en accord avec sa voix naturellement puissante et juste même pendant un chant hurlé.
Armstrong et Medley se rencontrent grâce à une amie commune: Diva Gustafsson, fin 2002 aux âges respectifs de 16 et 15 ans. Le duo commence à écrire des chansons ensemble en 2003[réf. souhaitée]. En 2004, elle enregistre leur premier morceau “Changes”. Leur premier concert en tant que groupe fut en mars 2005 au The Mint nightclub à Los Angeles. Armstrong s'occupait de la guitare basse et leur premier batteur, Aaron Bellcastro (qui avait participé à l'enregistrement de Changes), compléta la formation pour en faire un trio. Le groupe accueillit rapidement un quatrième membre.
Utilisant pour un temps le nom d'Epiphany, ils changent au milieu de l'année 2005 pour le nom de Dead Sara. C'est une référence à la chanson Sara des Fleetwood Mac. Les mots Said Sara présents dans la chanson peuvent s'entendre Dead Sara. Armstrong et Medley ont publiquement citées Stevie Nicks, la chanteuse et autrice de la chanson Sara, en tant qu'influence importante. C'est à cette époque que Medley utilise l'orthographe Siouxsie pour son prénom, en référence à la tribu Sioux et son héritage des indiens par un de ses arrières-grands-parents, et non en rapport à la musicienne Siouxsie Sioux.[citation nécessaire]

### L'ascension (2006–2010)
En 2007 Dead Sara commença sa première tournée en première partie de Endless Hallway, financé par un mécène Tal Kapelner. Rapidement après, ils sortent leur premier EP, contenant six pistes intitulé The Airport Sessions. Il sortit en 2008 chez Viscount Records.
Après différents changements de batteur et de bassiste, la composition du groupe se stabilisa en 2009 avec Sean Friday à la batterie et Chris Null à la basse. Les deux ont joué précédemment avec Sonny Moore (connu maintenant sous le nom de Skrillex).
En 2009, Armstrong fut engagé par Courtney Love, leader du groupe Hole comme choriste sur l'album Nobody's Daughter sortie en 2010.
En 2011, quand le The Wall Street Journal demanda à Grace Slick quelle chanteuse contemporaine elle admirait le plus, Slick nomma Emily Armstrong.

### Le succès (2011–2013)
Les stations de radio KYSR-FM (Julie Pilat comme directrice musicale), KTBZ-FM, et WCCC (Mike Karolyi, directeur musical) sont reconnus pour avoir diffuser en premier Dead Sara à la radio. Karolyi de WCCC était en Californie à la convention "Michele Clark 's Sunset Sessions" où Staind a diffusé son documentaire en avant-première. Cependant, il entend par hasard Dead Sara et laisse tomber la convention pour assister à leur performance. Quand il retourne au Connecticut il joue le single du groupe Weatherman, faisant connaître le groupe. Dans les faits, "Weatherman" n'était à l'époque sorti nulle part ailleurs. Il devient no 2 au Top 69 de WCCC pour l'année 2011. En septembre 2011, le groupe entame une tournée avec le groupe Bush, puis en février 2012, le groupe sort  "Weatherman" comme le single phare de leur futur premier album.
En avril 2012; le groupe sort leur premier album au nom éponyme sous le label, Pocket Kid Records. Il est produit par Noah Shain (Atreyu, Skrillex). L'album atteint la 16e place au classement des albums du Billboard's Heatseekers. Peu après, "Weatherman" est utilisé par Fiat pour la publicité "Fiat 500 Abarth Burning up the desert".
Après quelques dates estivales avec les Chevelle et The Used, le groupe passe l'été 2012 en tournée parmi le Vans Warped Tour aux États-Unis Pendant le festival Sunset Strip Music de 2012, Emily Armstrong chanta Soul Kitchen avec Robby Krieger et Ray Manzarek of The Doors. Au début de l'automne 2012, le groupe entame une tournée avec The Offspring et Neon Trees, et en février 2013 le groupe participe à la tournée de Muse.
Le clip de "Lemon Scent", est conçu et réalisé par Reg B. Il fut le premier clip musical du groupe avec un scénario. Il met en scène un pugilat entre les membres du groupe ainsi que des spectateurs pendant un match de boxe privé. La vidéo fut mise en lumière par le site internet Rolling Stone le 14 mars 2013. Elle fut filmée au studio: Serenity West Recording à Los Angeles en Californie. Les figurants jouant la foule étaient des fans du groupe bénévoles recrutés par le site web du groupe ou par les réseaux sociaux, seulement un jour avant le tournage.

### Problème de label etPleasure To Meet You(2014–présent)
Le second album du groupe, Pleasure To Meet You, est sorti le 31 mars 2015. Le groupe a démarré une tournée pour promouvoir cet album.
Le groupe rentra en studio début 2014, pour travailler sur leur second album avec encore une fois le producteur Noah Shain.
En dépit d'une fin d'enregistrement en 2014, l'album ne vus le jour qu'en début 2015 à cause de problèmes avec Epic Records. Le groupe et le label se séparèrent mi-2014.
Le 19 décembre 2014, Dead Sara annonce qu'ils sortiront leur second album Pleasure To Meet You en mars 2015, sur leur propre label: "Pocket Kid Records". Le groupe annonce également qu'il utilisera PledgeMusic pour ceux qui voudraient pré-commander l'album. La chanson Suicidal fut donné en libre téléchargement à toutes les personnes ayant pré-commandé l'album ou ayant acheté divers souvenirs et autres articles sur la campagne The PlegeMusic.

## Autres apparitions
Dead Sara a fait sa première apparition télévisuelle au Jimmy Kimmel Live! le 7 juillet 2012. Ils ont chanté leurs singles Weatherman et Sorry For It All.
Dead Sara fut cité pour la première fois dans le FUSE NEWS le 20 mars 2013. Dave Grohl de Nirvana et des Foo Fighters a déclaré : Dead Sara serait le prochain plus grand groupe de rock du monde.
Dead Sara apparait dans The Vampire Diaries le 21 mars 2013, pour chanter le titre « Ask The Angels » de Patti Smith et leur propre titre « Lemon Scent ».[réf. nécessaire] Ce fut la première apparition du groupe en tant que comédien à la télévision. Cependant, Emily et Siouxsie avaient déjà joué dans un court métrage réalisé par Tal Kapelner en 2007 intitulé : « The G! True Tinseltown Tale: Dude Where's My Car? »
Dead Sara joua Something Good et Mona Lisa de leur tout nouvel album, Pleasure To Meet You au « Late Night » de Seth Meyers le 1er avril 2015,.

## Dead Sara dans les autres média
En 2012, leur chanson Weatherman fut utilisée dans le jeu vidéo, Need For Speed: Most Wanted et dans le film publicitaire Fiat pour le Fiat 500 Abarth Burning up the Desert.
En 2013, leur reprise de Heart-Shaped Box de Nirvana, fut utilisé dans la bande annonce du jeu Infamous: Second Son pour PlayStation 4. Dans une autre bande annonce du même jeu, c'est le single Weatherman qui fut choisi. La reprise de Heart-Shaped Box est également présente dans le jeu, à la radio et dans le générique. Elle a gagné le prix de la « Meilleure chanson originale ou adapté » au 14e National Academy of Video Game Trade Reviewers (NAVGTR) (en février 2015).
Le titre Weatherman fut utilisé sur le générique de fin de l'épisode 2 de la première saison de Banshee.

## Discographie

### Albums
| Année | Titre                             | Classement |
| Année | Titre                             | USHeat     |
| ----- | --------------------------------- | ---------- |
| 2008  | The Airport Sessions (EP)         | -          |
| 2012  | Dead Sara                         | 16         |
| 2015  | Pleasure To Meet You              | -          |
| 2016  | The Airport Sessions (Remastered) | -          |
| 2017  | The Covers                        | -          |
| 2018  | Temporary Things Taking Up Space  | -          |
| 2021  | Ain't It Tragic                   | -          |

#### Singles
| Année | Chanson             | classement | classement | Album                |
| Année | Chanson             | US Alt     | US Main.   | Album                |
| ----- | ------------------- | ---------- | ---------- | -------------------- |
| 2011  | Sorry For It All    | —          | —          | Dead Sara            |
| 2012  | Weatherman          | 35         | 26         | Dead Sara            |
| 2012  | We Are What You Say | —          | —          | Dead Sara            |
| 2013  | Lemon Scent         | —          | —          | Dead Sara            |
| 2014  | Suicidal            | —          | —          | Pleasure To Meet You |
| 2015  | Mona Lisa           | —          | —          | Pleasure To Meet You |
| 2015  | Something Good      | —          | —          | Pleasure To Meet You |